# Veronica Micle

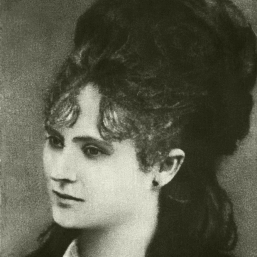
Retrato de Veronica Micle

Veronica Micle (22 de abril de 1850-3 de agosto de 1889) fue una poeta rumana del Romanticismo. Publicaba novelas, diversas traducciones en revistas de la época, así como un volumen de poesías. A pesar de ello, se la reconoce mayoritariamente debido a la relación que mantuvo con el poeta Mihai Eminescu. 
Fue incluida en 20 antologías, tuvo 146 apariciones en revistas literarias del país, además de dos obras en prosa. Llevó a cabo la traducción las obras de Alphonse de Lamartine y Teophile Gautier, algunas reunidas en la primera edición de sus poemas en 1887. Su obra ha sido traducida al francés, castellano y italiano. Está presente en algunos diccionarios, enciclopedias de historias literarias y estudios monográficos, siendo la primera poeta en redactar poemas de origen eminesciano, que por otra parte era más que lógico.  En la época “post-decembrista” le son dedicados estudios y artículos de su obra, se realizaron documentales artísticos que describían su vida. Escribió poemas para el rey Carol I de Rumanía. Ella misma traduce al francés las cartas de amor entre ella y el poeta Eminescu, así como algunos de sus aforismos. Escribió Dante, poema en un acto describiendo la vida del poeta florentino Dante Alighieri.
Dedicó un poema a Victor Hugo. "Lui Victor Hugo"  Revista "Familia".
El tema fundamental de su poesía es el amor, señalado como una pasión, es dolorosa y dulce a la vez. Las palabras claves como “luna, desierto, suerte, ilusión” son enfoques imaginarios, que se aprecian como el anhelo del olvido y la muerte. Tienen una sinceridad incondicional que revela un alma superior.

## Biografía
Fue la segunda hija del zapatero Campeanu Ilie, que murió antes del nacimiento de su hija y de su matrona Ana. Después de la muerte de su marido en 1849 Ana se trasladó con sus dos hijas a Targu Neamt. Su hermano Radu muere poco después . En 1853 se traslada a Iași dónde se establecieron.
Después de los cursos de primaria Verónica se inscribe en la Escuela Central de niñas, en la cual se graduó en 1863 con un calificativo "eminente". En el examen final la comisión la formaban Titu Maiorescu y Ştefan Micle, su futuro marido que entonces tenía 43 años.
El 7 de agosto de 1864 tiene lugar el enlace matrimonial entre ambos, oficializado en la iglesia Bob de Cluj. En aquel tiempo Ştefan era profesor universitario y más tarde nombrado rector en la universidad de Cluj.
En 1864 y 1865 Verónica participa como testigo en un juicio de varios miembros de la facción liberal de la política de Titu Maiorescu, entonces profesor de gramática y pedagogía en la Escuela Central de niñas y presidente del Comité de inspección escolar, se le imputa hechos escadalosos incluso por toda Rumanía. Maiorescu es finalmente absuelto, pero la posición de Verónica como testigo no se le olvida fácilmente.
En 1866 nació el primer hijo del matrimonio Micle cuyo nombre es Valeria y en 1868 nació Virginia Livia.
En 1869 contribuyó a la fundación y buenas prácticas de una escuela  profesional de niñas, participó en la orientación de algunas escuela para niñas en Iași y comenzó a participar activamente en la vida literaria.
En la primavera de 1872 hizo un viaje a Viena para recibir tratamiento médico, ocasión en la cual le es presentado Mihai Eminescu. También en 1872 debuta en la revista Nuevo Mensajero Rumano con dos obras en prosa.
El 1 de septiembre de 1874 Mihai Eminescu es nombrado director de la Biblioteca Central en Iași. Vivirá en Iași hasta octubre de 1877 teniendo una relación tumultuosa con Verónica.
En 1875 Ştefan Micle es apartado de la Universidad y nombrado director de la Escuela de Arte y Oficio, donde se mudó con su familia.
Durante la Guerra de la Independencia Verónica fue una hermana caritativa, formó parte del "Comité Central para la Ayuda de las Personas Heridas Rumanas" y les ayudó con dinero para que las personas con discapacidad volvieran a sus hogares.
El 6 de agosto de 1879, su marido, Ştefan Micle, murió. Hay un largo camino por recorrer con los políticos de la época para garantizarle a ella y a sus hijas una pensión de sobrevivientes (a pesar de las promesas, ni en 1883 los cuerpos legislativos aprobaron la pensión). Viuda reciente Verónica reanudó el contacto con Eminescu. Los dos intentan, sin éxito, formar una familia.
En 1886, Verónica vive en Bucarest, en la casa de su hija Valeria, estudiante en el Conservatorio de Bucarest. La otra hija abraza la carrera de su padre y se convierte en profesora de física. Verónica dona la casa de Târgu Neamţ, heredada de su madre, el Monasterio de Văratec.
Murió en el monasterio de Văratec en 1889, el día 3 de agosto, debido a la congestión cerebral que siguió de la intoxicación con arsénico. A pesar de las fuentes de aquel tiempo que afirman que se había suicidado, fue enterrada religiosamente cerca de la iglesia de San Juan, de Varatec lo que no beneficia a los que se suicidan.
Con su muerte, pasa a formar parte de las "poetas suicidas" como Sylvia Plath, Anne Sexton y Alejandra Pizarnik, entre otras.

## Relación con Mihai Eminescu
El propio Eminescu reconoce en sus cartas y poemas la increíble influencia que Veronica supuso sobre él y su creación. Se puede conseguir una descripción objetiva acerca de la evolución de su relación debido a las cartas que éstos compartían así como de los manuscritos de Eminescu. En una carta datada en 1876 de Mihai a Veronica descubrimos cómo llevan dos años conociéndose, y éste la amaba apasionadamente desde la distancia: "dos años, señora, no he podido trabajar nada, y he seguido como un idiota una esperanza, no sólo inútil, sino indigna." En el mismo texto añade: "eras una idea en mi cabeza y te quería como alguien quiere un cuadro".
En una ocasión, mientras su marido Ştefan Micle se fue de viaje, Veronica le regala a Eminescu una hora de intimidad, dejándole que la abrace. Este encuentro se afirma debido al texto que él escribe Amartolon sotirica:"Día 4/16 Febr. 1876 ha sido el más feliz de mi vida. He tenido a Veronica en mis brazos, apretándola contra mi pecho, la he besado. Ella me ha obsequiado con flores azules que guardaré durante toda mi vida."
Verónica, marcó definitivamente la creación y existencia del genio Eminescu, además de emocionar profundamente al gran público por su sinceridad, sensibilidad y la intimidad que han vivido, siendo la primera en publicar poemas en la prestigiosa revista literaria “Conversaciones Literarias” la más prestigiosa de la época. 
Eminescu estaba estudiando filosofía en la capital austriaca cuando conoció a Verónica Micle que, muy a su pesar se queda en la capital para seguir los estudios universitarios, aunque en 1874 Eminescu escribe una carta a su hermano Serban Emimovici desde Viena: "Su rostro no me deja estudiar en paz. Parece ser la divinidad de Elena de Menelao bajada a la tierra para que me torture."
En agosto de 1879
De los recuerdos de Ioan Slavici se sabe que después de establecerse en Iași en 1874, Eminescu asistió al Salón de Verónica. Durante este período las cartas entre los dos fueron escritas en términos ceremoniales. 
Pero Verónica decide llevar las cosas más lejos: "Después de que tú solo quisiste lo contrario y convertiste mi sueño en una cabra, no pudiste seguir así porque no tengo 16 o 70 años". Lo que Verónica hizo para que las cosas cambien entre ellos se puede aprender de las acusaciones contenidas en otra carta del mismo período.
La promesa del año desde el abrazo de febrero hasta el próximo evento de su relación ha sido un período de continua confusión. Ahora Eminescu escribe muchos poemas que prueban la agitación en su alma: amando en secreto, cuento, ¡ah!, Llorando, en mis letras, y suspirando una canción, lo que susurras tan misteriosamente, prohibido, limpia el clima, Venin y encanto, Celos y muchos más Eventualmente, Eminescu logra romper su hechizo y escribe en poesía. Me has atormentado con tantas palabras de amor:
"Cómo le digo al destino que te he escapado,
sin comprometerse, señora, el pecado heredado.
¡Hoy me veo de nuevo, feliz y bien!"
Verónica toma nuevamente la iniciativa y logra encadenarla con lo que ella había rechazado antes: "pecado heredado". La evidencia es la carta de amor del 30 de agosto de 1876, que Eminescu concluye: "Por lo tanto, besa tus manos sin guantes, ojos sin gafas, cabeza sin sombrero y piernas sin calcetines y por favor no me olvides, especialmente cuando duermes". En los comentarios a esta carta, Perpessicio señala que la carta está rota en la esquina donde el año fue escrita, y en el reverso de la carta, Verónica la corrigió más tarde en 1879.
Este obvio intento de amanecer es la prueba de que Verónica tenía algo que ocultar, es decir, que su relación se hizo íntima antes de la muerte de Ştefan Micle. El año real es ciertamente 1876 porque entonces, en los poemas de Eminescu, hay un cambio radical. Si los poemas hasta entonces estaban llenos de rebelión e insatisfacción, a partir de este momento comienzan a expresar la felicidad de un amor compartido. Entre los poemas escritos después de agosto de 1876 hay algunos que Eminescu declara explícitamente que el cambio tuvo lugar por iniciativa de Verónica.
Por ejemplo, en poesía Ah, he pedido signos o una calle demasiado estrecha. Hay un momento en que en los manuscritos aparecen poemas que expresan la felicidad que Verónica le dio: ¡Duerme! , Libros, Me estás mirando con ojos grandes.
Con el tiempo, la pasión de Eminescu se está desacelerando. Decide mudarse a Bucarest en octubre de 1877. La carta que Verónica le envía inmediatamente después contiene las explicaciones de su comportamiento hasta entonces.
"No fue mi indiferencia la que rompió tu corazón, mi corazón lleno de mí, sino que tomé a Dios como testigo de que no era una indiferencia real; esta frialdad simulada no era más que un contrapeso a tu inmenso amor que exhibiste constantemente; tu mirada, tu última palabra, toda tu persona en mi presencia no era más que amor, eras tan pequeño maestro de ti mismo que incluso la peor persona sabía que estabas enamorada de mí; así que no tuve que negarme y ocultar a mis ojos la reciprocidad de un amor tan grande ".
Ella honestamente declara que la razón por la que no quería hacer pública su relación es para evitar el divorcio, la pensión que esperaba después de la muerte de su esposo era una compensación por su infancia (ella estaba casada a los 14 años). Verónica agrega que no quiere convertirse en una carga para Eminescu, y está segura de que las preocupaciones materiales destruirían su amor.
Después de la muerte de Ştefan Micle, la conexión entre los dos se reanuda a través de una carta de condolencia de Eminescu. Los meses de septiembre y octubre los pasan juntos en una especie de luna de miel. En el siguiente período, desde noviembre de 1879 hasta abril de 1880, intentaron establecer un hogar sin éxito. En este fracaso, faltaba un papel importante en los medios materiales para garantizar una vida digna.
El reproche más frecuente que aparece en las cartas de Verónica a Eminescu es que escribió muy poco y muy raramente: "tu silencio me mata" (23 de octubre de 1879); "Me escribes tan poco que apenas lo abro y termina de leerlo" (12 de diciembre de 1879); "Decidí no escribirte, para no provocarte a las respuestas que me parecen exprimirte mientras exprimes el agua de piedra"; "Tu silencio rebelde aplastó mi alma" (3 de enero de 1880).
Otro reproche que Eminescu a menudo hace es que no vino a Iaşi para visitarla. Después de la "luna de miel" Eminescu estuvo en Iași en noviembre en la celebración anual de Junimii y luego ella estaba en Bucarest para verlo. Las fiestas de diciembre de 1879 las pasa en Bucarest porque estaba enfermo y cansado, como escribe Verónica. Fue solo en febrero de 1880 que hizo un viaje a Iaşi para hacerla sentir mejor después de haber anunciado que quería separarse. Después del entusiasmo inicial, Eminescu se estaba haciendo cada vez más difícil para cumplir con sus requisitos. Verónica tomó venganza escribiendo cartas cortas "para no cansarla" (13 de enero de 1880), contándole acerca de sus cortesanos (14 de enero de 1880), o anunciando que tenía el gusto de la cochetaria (8 de marzo y 12 de marzo de 1880) . Sabía cuán celoso podía estar Eminescu, y realmente reaccionó al instante con furiosas cartas. Finalmente, la medida represiva extrema fue la amenaza de romper el vínculo y la demanda de que Eminescu devolviera todas sus cartas. Hubo tres intentos de ruptura (alrededor de las fechas del 28 de diciembre de 1879, el 30 de enero y el 19 de febrero de 1880) que Eminescu logró resolver; los dos primeros por letras, y el último por un viaje a Iași.
Para dar un ejemplo de cómo Verónica respondió cuando se consideró descuidada y decidió separarse, reproducimos un pasaje de su carta del 19 de febrero de 1880.
"Señor Eminescu, no se arrepienta de mi carta, está lejos de reflejar el odio, el remordimiento, la reprensión de la conciencia, el horror que siento, solo cuando pienso en la invocación de mentiras que tuvo el coraje de Fui acusado de hipocresía en la hipocresía de la intención bien meditada y bien intencionada de que me hicieras (abusando de mi confianza) para convertirme en un horror para todos porque me hiciste descarada para mostrar mi relación con D- Tú y muchos otros que aún tienes poca conciencia deben estar horrorizados cuando los recuerdas, y que te repito que todo lo que hiciste es solo para burlarte de mí y que estaba jodido. Me vuelves tan loco ".
Ella dice que desde diciembre ha entendido su plan para hacer que los hombres lo desprecien. Ahora él lo declara libre de cualquier obligación, eliminando así "esa nube de tu cabeza que te ha hecho la mente difícil y confunde tus habilidades previas", por lo que ahora le desea "éxito físico y moral" en su vida. Y para dividirse oficialmente le pide, como un deber de honor, devolver todas sus cartas y la fotografía que le dio. Ella se considera completamente inocente porque "he sido sincero contigo porque mi palabra no era una mentira". A estas acusaciones, Verónica agrega que él está "bajo cualquier crítica" y que su única cualidad es la inteligencia de que si "a través de una circunstancia feliz" perdería, se convertiría en una persona sin valor.
A esta carta, Eminescu, responde en broma y se dirige rápidamente a Iași, logrando posponer el resultado por dos meses. Cuando responde por escrito a las repetidas acusaciones y reproches de Verónica, siempre explica con paciencia que está enferma y cansada. Por ejemplo, en la carta del 4 de febrero de 1880, ella trata de reconciliar a Verónica con la justicia y reconociendo que ella es culpable de fallar en mantener la única felicidad que ha tenido en la vida.
Sé demasiado bien que no soy digno de usted; Te he orado tantas veces para perdonar si me atreví a arrojar sobre tu vida la sombra de este infeliz matiz, y tantas veces has estado dispuesto a pasar por alto esa obvia debilidad de carácter, esa falta de acción que es la causa de todos mis males ... Para Dta, sin duda será mejor negar esa carga, este hombre que no puede, no quiere nada, este hombre que solo se come los días con su propia impotencia y cobardía. No teniendo el valor de la vida, no teniendo un rayo de serenidad en mi corazón, me atreví con todo esto a amarte, tuve la falta de conciencia para comprometerte a los ojos de la gente, puse el deseo
ser mío por cualquier consideración y cualquier palabra de crueldad que hubiera tenido; Tengo miedo de la maldad que te he tratado ".
Al recibir cartas como esta, Verónica se quedó inconsolable por unos días, para luego, en el primer gesto que no le quedaba, reaccionar violentamente, riéndose de las explicaciones de Eminescu. Por ejemplo, el 30 de enero de 1880, ella escribe que ella es demasiado grosera para "comprender la dulzura del amor, la atención poética que me das", decide abandonar su relación.
A fines de marzo, él le pide que le diga claramente qué planea hacer con respecto a su futuro. Después de una semana de vergüenza, él responde el 4 de abril que su unión oficial solo puede tener lugar después de que él tenga "un puesto lo más seguro posible". Veronica responde a su vez que solo él es el culpable del estado en el que se encuentra y de quien "por supuesto, te gusta mucho". Ahora hay una ruptura que se ha retrasado durante meses.
Su separación se prolongó hasta diciembre de 1881. A partir de ese período, quedaron algunas cartas dispares, la mayoría enviadas por Verónica. Eminescu rara vez respondía con la misma elegancia, pero tratando de evitar la reanudación del enlace. 
Algunas de las cartas de Verónica, especialmente las de 1880, están llenas de amenazas y reproches, incluso más exagerados que nunca. En otros, hace declaraciones de amor e intenta obtener de él una pequeña señal de atención. En una carta sin fecha, pero muy probablemente en la segunda mitad de 1880, Verónica comienza amenazando a Eminescu para vengarse porque deliberadamente de acuerdo con Mite Kremnitz y Maiorescu lo hicieron "De la risa y el desprecio del mundo". Su venganza consistirá en publicar una descripción de los Junimea bajo el título El Harem de Júpiter o los Misterios de un círculo literario que incluso Eminescu hizo.Y si ella es demandada por calumnia, ella tiene dos cartas de él confirmando que Eminescu ha hecho una declaración sobre este tema. Es cierto que Veronica no publicó nada del testimonio de Eminescu, pero contó todo lo que sabía. Un testimonio de la forma en que actuó en la carta del 8 de diciembre de 1880 lo envió a B. P. Hasdeu. Ella escribe para pedirle que intervenga a favor de la aprobación de la pensión por parte de su esposo, pero en la primera parte de la carta se queja de que está desesperado porque Maiorescu convenció a Eminescu para que abandone su matrimonio planificado.
A fines de diciembre de 1881 se va a Bucarest, donde esta otra vez con Eminescu y logra redimir su amor. Le da celos a Caragiale, con quien tuvo relaciones íntimas mientras tanto. Involucra a Eminescu en la recuperación de las cartas enviadas a Caragiale, pidiéndole su consejo y contándole detalles cada vez que trata con Caragiale. Eminescu reacciona con extrema violencia. Como él mismo escribe en su carta del 28 de diciembre, y como confirman las notas de Maiorescu, Eminescu agudizó a Caragiale cuando se encontraron en Navidad en la casa de Maiorescu. Finalmente, Eminescu cree que Veronica no es culpable de la historia de Caragiale, pero todo es una consecuencia de sus errores que está tratando de corregir. Este período de cercanía entre los dos es muy similar al anterior. Verónica tenía más reticencia a amenazar con divorciarse esta vez, pero en el resto continuó torturando a Eminescu con sus ingenios y reclamos. En una carta fechada el 28 de marzo de 1882, ella admite que estaba tratando de mantenerlo junto a ella. La separación ocurre por las mismas razones que la anterior en agosto de 1882.

## Obra literaria
Se estrena en 1872 en el New Romania Courier, bajo el seudónimo de Corina, con dos papeles en prosa [2]: Rendez-vous y el Salto en Iași. La mayoría de los poemas se publican en Conversaciones literarias. También colabora con Column, Family, Literary, Literary Universe de Trajan. 
En 1887, el volumen de poemas incluye poemas originales, obras traducidas de Théophile Gautier y Lamartine, y aforismos.
Eminescu: "Su libro es siempre nuevo para mí ... Qué bellas letras encuentras en este libro. ¡Léelos y verá lo correcto que soy!
Delavrancea considera el volumen de los poemas como una pálida imitación de las letras de Eminescu y Veronica Micle "poeta pequeño, insignificante, sin temperamento, sin originalidad, sin un llamado para decir algo en el mundo"
Iorga creía que la vida y obra de Verónica Micle "es como uno de esos dramas antiguos, con tres piezas distintas, que representan las tres fases de la misma acción: el error, sus efectos antes de la expiración y el castigo".
George Sanda: "El incomprensible drama del erotismo de Eminescu, Veronica Micle se oponía al drama de la mujer ininteligible: para una mujer así, el amor no es la condición de la creación sino solo de la vida; la mujer que toma conciencia de su personalidad vengue no un sentimiento, sino una vida perdida ".